# John Thomas Mickel
John Thomas Mickel (1934) es un botánico, pteridólogo, y explorador estadounidense. Fue recolector de especímenes vegetales en la isla La Española. Obtuvo su Ph.D. en la Universidad de Míchigan, en 1961.
Es investigador del Jardín Botánico de Nueva York concentrándose en la clasificación y estructura de las especies de helechos del Nuevo Mundo. Y fue su curador de 1969 a 1979 y luego permanece como Senior de Pteridófitas hasta hoy.

## Algunas publicaciones
- 1969. Los Botánicos del este de los Estados Unidos que trabajan sobre plantas mexicanas.

### Libros
- frederik Liebmann, john Mickel. 1969. Liebmann's Mexican ferns: his itinerary, a translation of his "Mexicos Bregner," and a reprinting of the original work. New York Botanical Garden. Contributions, vol. 19. 347 pp. ISBN 0-89327-324-4
- Mickel, jt. 1979. How to Know the Ferns and Fern Allies. Ed. Wm. C. Brown Co. Publ., Dubuque, Iowa. 229 pp.
- ----; jm Beitel. 1988. Pteridophyte Flora of Oaxaca, Mexico. Mem. New York Bot. Gard. 46:1-568
- ----. 1991. Elaphoglossum and Peltapteris. In: R.M. Tryon and R.G. Stolze. Ferns of Peru. Fieldiana (Bot.), n.s. 27. pp. 111-116 & 167-170
- ----. 1992. Pteridophytes. pp. 120- 431. In: R. McVaugh (ed.), Flora Novo-Galiciana. vol. 17
- ----. 1994. Ferns for American Gardens. Macmillan, New York, 370 pp.

## Epónimos
- (Adiantaceae) Cheilanthes mickelii T.Reeves[1]
- (Asteraceae) Verbesina mickelii McVaugh[2]
- (Dryopteridaceae) Dryopteris × mickelii J.H.Peck[3]
- (Dryopteridaceae) Polystichum mickelii A.R.Sm.[4]
- (Euphorbiaceae) Phyllanthus mickelii McVaugh[5]
- (Polypodiaceae) Polypodium mickelii A.R.Sm.[6]
- (Selaginellaceae) Selaginella mickelii Valdespino[7]
- (Woodsiaceae) Diplazium mickelii Mynssen & Sylvestre[8]